# Alberta Ski Jump Area
L'Alberta Ski Jump Area (in inglese, letteralmente: "Area del salto con gli sci Alberta") è un complesso di cinque trampolini situato a Calgary, in Canada, nel Canada Olympic Park ("Parco olimpico Canada").

## Storia
Inaugurato nel 1985 in previsione dei XV Giochi olimpici invernali di Calgary 1988, l'impianto ha ospitato le gare di salto con gli sci e di combinata nordica della rassegna olimpica.

## Caratteristiche
Attualmente il complesso si articola in tre trampolini principali. Il trampolino lungo ha un punto K 114 (HS 122); il primato di distanza, 125 m, è stato stabilito dal canadese Jason Myslicki. Il trampolino normale ha un punto K 89 (HS 95); gli altri tre salti sono un K63, un K38 e un K13.